# کشت زیست‌سوخت

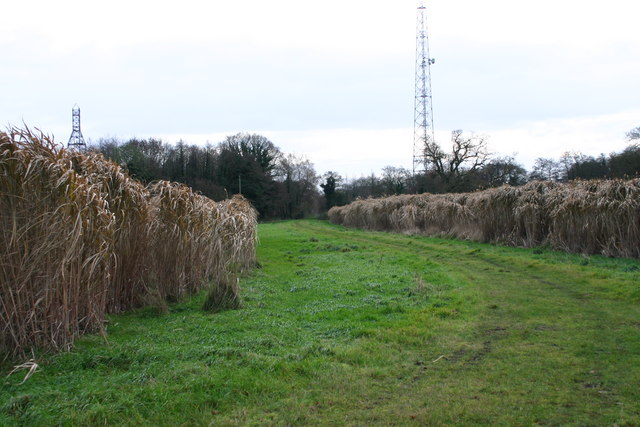
چمن فیلی (Miscanthus giganteus) کشت آزمایشی به‌عنوان زیست‌سوخت

محصولات کشت‌شده به‌عنوان زیست‌سوخت محصولاتی هستند که تنها برای تولید انرژی رشد می‌کنند. زیست‌سوخت‌های تجاری به‌طور معمول متراکم و با بازدهی بالا کشت می‌شوند. این محصولات به‌صورت سوخت جامد، مایع یا گازی درآمده که سپس برای تولید انرژی یا گرما سوزانده می‌شوند. 
گیاهان به‌طور کلی به گیاهان چوبی و گیاهان علفی دسته‌بندی می‌شوند. گیاهان چوبی شامل بید و صنوبر، گیاهان علفی مانند Miscanthus x giganteus و Pennisetum purpureum (هر دو به عنوان چمن فیلی شناخته می‌شوند) می‌باشند. محصولات گیاهان علفی، در حالی که از لحاظ فیزیکی کوچکتر از درختان است، تقریباً دوبرابر مقدار CO2 (به شکل کربن)، در مقایسه با گیاهان جنگلی، ذخیره می‌کنند.
از طریق روش های زیست‌فناوری مانند اصلاح ژنتیکی گیاهان می‌توان زیست‌سوخت را دستکاری کرد تا تولید بیشتر شود. با ارقام موجود می‌توان محصول نسبتاً بالایی را نیز به دست آورد. با این وجود برخی از مزایای جانبی مانند کاهش هزینه‌های مرتبط مانند هزینه‌ها در فرایند تولید و استفاده کمتر از آب تنها می‌تواند با استفاده از گیاهان تراریخته انجام شود. 

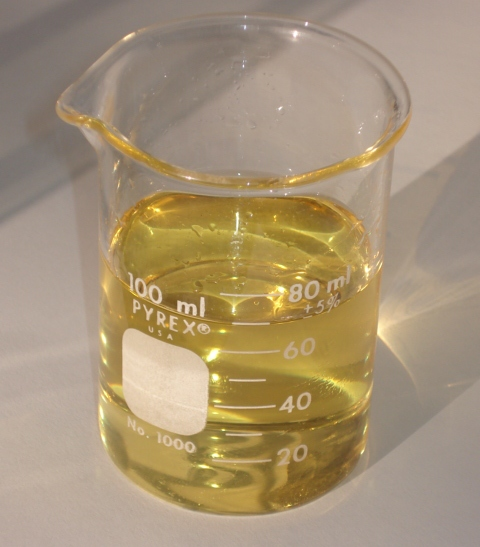
زیست‌دیزل خالص (B-100)، ساخته شده از سویا

از روغن گیاه شرشم می‌توان گونه‌ای سوخت زیست‌دیزل به دست آورد که حتی می‌تواند اتوبوس شهری دوطبقه‌ای را به حرکت درآورد. گیاه شرشم به‌طور گسترده و به صورت خودرو، در انگلستان می‌روید. همچنین، می‌توان آن را در اطراف خاش در استان سیستان و بلوچستان ایران نیز یافت.